# Pseudoziziphus celata
Pseudoziziphus celata, còn được gọi với cái tên thông dụng như táo Florida, là một loài thực vật có hoa nguyên được mô tả trong chi Ziziphus với danh pháp Ziziphus celata. Năm 2016, Frank Hauenschild thiết lập chi Pseudoziziphus và chuyển nó sang chi này.
Loài này là đặc hữu khu vực trung tâm bang Florida, Hoa Kỳ. P. celata được liệt kê vào danh sách các loài có nguy cơ tuyệt chủng ở Hoa Kỳ.
Loài này được cho là đã tuyệt chủng trước khi được phát hiện lại vào những năm 1980. Đây là một trong những loài hiếm nhất trong số những loài cây bụi ở Florida.

## Mô tả

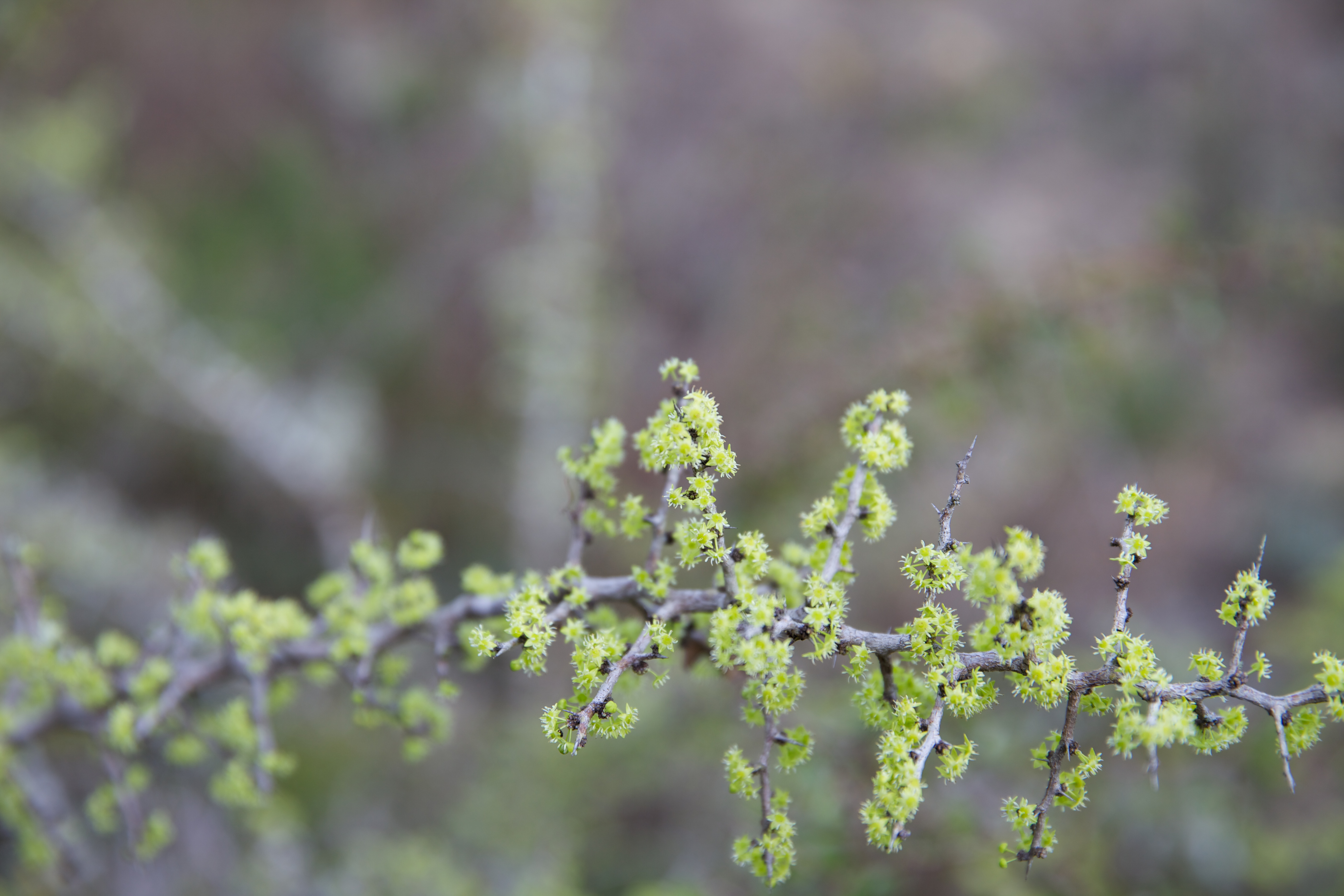
Những cụm hoa li ti màu xanh

P. celata là một cây bụi nhỏ vô tính, cành nhánh ngoằn ngoèo, đầy gai nhọn, thường cao tới 2 mét. Lá có dạng hình thìa, dài hơn 2 cm, có màu xanh bóng, rụng trước khi hoa nở. Các cụm hoa rất nhỏ, có màu xanh lá, thơm, nở vào mùa đông (cuối tháng 12 - đầu tháng 2), được nhiều loài ong bướm thụ phấn. Quả hạch có màu vàng cam, chín vào khoảng cuối tháng 4 đến đầu tháng 5. Môi trường sống tự nhiên của chúng thường là dưới tán của rừng lá kim, đồi cát hoặc đồng cỏ.

## Môi trường sống

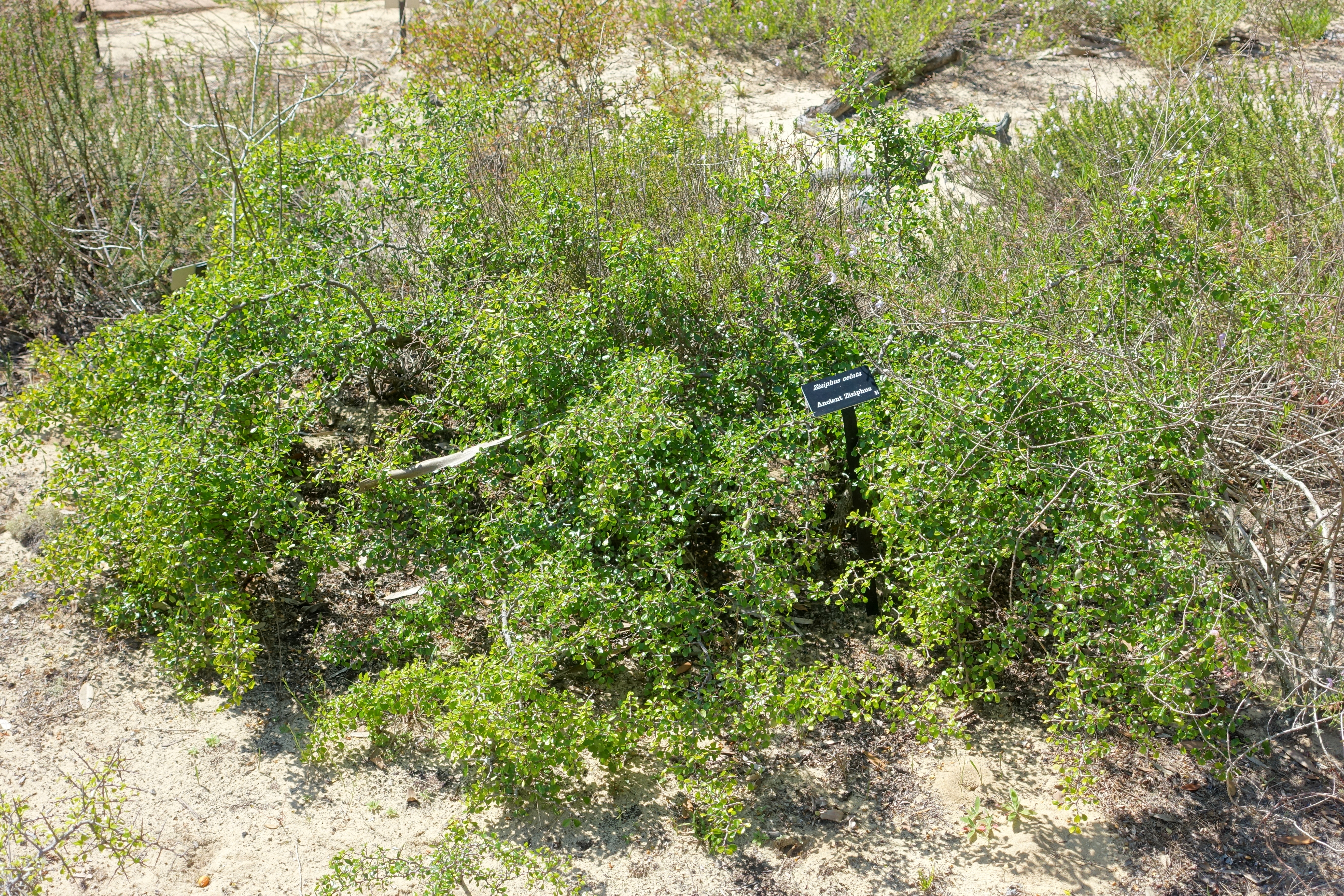
Một bụi cây Psedoziziphus celata

Sự phát triển kinh tế nông nghiệp và thương mại không kế hoạch ở trung và nam Florida đã làm suy giảm hệ sinh thái của nơi này và đẩy hàng trăm loài thực vật và động vật bản địa đến bờ tuyệt chủng, trong đó có cả P. celata. Ngoài ra, P. celata lại sinh sản theo hình thức vô tính, không đa dạng về mặt di truyền nên dễ chết hàng loạt khi môi trường thay đổi.
Trong số 14 quần thể của P. celata đã được báo cáo, chỉ có 9 trong số các quần thể này bao gồm kiểu gen riêng biệt, trong khi các quần thể còn lại mang khoảng 22 - 32 kiểu gen bổ sung.